# Tazobactam
Tazobactam este  un inhibitor de beta-lactamază de tip beta-lactamă. Deși nu prezintă activitate antibiotică intrinsecă, este utilizat în combinație cu unele peniciline pentru a împiedica fenomenul de rezistență la antibiotice al bacteriilor secretoare de beta-lactamaze.
Tazobactamul a fost patentat în anul 1982 și a fost aprobat pentru uz medical în anul 1992.

## Combinații
Tazobactamul este utilizat în terapie în combinație cu:
- piperacilină (denumire comercială: Tazocin)[11]
- ceftolozan[12]